# Eric Geboers
Eric Geboers   (Neerpelt, 5 d'agost de 1962 - Mol, 6 de maig de 2018) fou un pilot de motocròs flamenc que guanyà dos Campionats del Món de motocròs en la categoria dels 500cc, un en 250cc i dos en 125cc. A banda, formant part de l'equip belga va guanyar la Coupe des Nations el 1983.
Conegut familiarment com a The Kid, era el germà petit de Sylvain Geboers, qui durant la dècada del 1970 fou un dels màxims aspirants al títol dels 250cc com a company d'equip de Joël Robert, primer a ČZ i després a Suzuki (on actualment dirigeix el seu equip de motocròs). El 2011, Eric Geboers va ser nomenat FIM Legend.

## Trajectòria esportiva
Eric Geboers fou conegut en el món del motocròs com a "Mr. 875cc" perquè fou el primer a guanyar el títol mundial de les tres cilindrades (125, 250 i 500 cc), avançant-se al seu company d'equip Georges Jobé que ho intentà debades durant la mateixa època. L'any 1988 fou guardonat com a Esportista belga de l'any. Dos anys després es va retirar de l'alta competició, un cop acabat el GP de Bèlgica disputat a Namur el 5 d'agost de 1990.
Un cop retirat del motocròs començà a participar en curses de resistència d'automobilisme en cotxes Sports-cars competint en les temporades 2001 i 2002 del Campionat FIA GT, en què participà en curses com ara els 500 km del Jarama i les 24 Hores de Spa. També dirigí el Teka Suzuki motocross team juntament amb el seu germà Sylvain, patrocinant pilots belgues com ara Steve Ramon o Clément Desalle.

## Mort
El 6 de maig de 2018, durant una sortida amb el seu vaixell, Eric Geboers es va morir ofegat després de submergir-se en un estany prop de Mol per mirar de salvar el seu gos, que s'ofegava. El seu cos va ser trobat pels serveis de salvament l'endemà. Tenia 55 anys.

## Palmarès internacional
| Any          | Motocicleta  | Campionat del Món de motocròs | Campionat del Món de motocròs | Campionat del Món de motocròs | Coupe |
| Any          | Motocicleta  | 500cc                         | 250cc                         | 125cc                         | Coupe |
| ------------ | ------------ | ----------------------------- | ----------------------------- | ----------------------------- | ----- |
| 1980         | Suzuki       | -                             | -                             | 3r                            |       |
| 1981         | Suzuki       | -                             | -                             | 2n                            |       |
| 1982         | Suzuki       | -                             | -                             | 1r                            |       |
| 1983         | Suzuki       | -                             | -                             | 1r                            | 1r    |
| 1984         | Honda        | 5è                            | -                             | -                             |       |
| 1985         | Honda        | 3r                            | -                             | -                             |       |
| 1986         | Honda        | 3r                            | -                             | -                             |       |
| 1987         | Honda        | -                             | 1r                            | -                             |       |
| 1988         | Honda        | 1r                            | -                             | -                             |       |
| 1989         | Honda        | 3r                            | -                             | -                             |       |
| 1990         | Honda        | 1r                            | -                             | -                             |       |
| Total títols | Total títols | 2                             | 1                             | 2                             | 1     |
|              |              | 5 mundials                    |                               |                               |       |

1. ↑  La classificació consignada a Coupe fa referència a la posició final obtinguda per l'equip estatal